# 포데스타섬
포데스타섬(Podesta)은 1879년 선박 바로네포데스타호(Barone Podestà)의 이탈리아인 선장 피노키오에 의해 남위 32° 14′  서경 89° 08′  / 남위 32.233°  서경 89.133° 에 있다고 보고된 환상의 섬이다.
둘레는 1km 정도이며, 칠레의 엘키스코 1,390km 떨어져 있다고 보고되었다. 그 섬은 해도에서 지워진 1935년까지 잘못 그려져 있었다. 그 섬은 아직도 찾아지지 못했다.
이스터 섬 근처의 한 섬이 1912년에 보였지만, 다시는 발견되지 않았다.
이스터 섬의 북서쪽에 위치했던 사라안 섬(Sarah Ann) 또한 1932년 찾기에 실패하면서 해군 해도에서 삭제되었다.